# ルイス・パルマ
ルイス・エンリケ・パルマ・オセゲラ（Luis Enrique Palma Oseguera、2000年1月17日 - ）は、ホンジュラスのサッカー選手。ギリシャ・スーパーリーグ・オリンピアコスFC所属。ポジションはMF。

## 概要
2017年9月10日にビダでホンジュラス・プロサッカー・ナショナルリーグのデビューを果たした。ホンジュラス・プログレソに対して5対3の最終的なホーム勝利で3番目のゴールを決めた。
2023年8月30日、セルティックFCと5年契約を締結した。

## 代表経歴
パルマは2017 FIFA U-17ワールドカップや2019 FIFA U-20ワールドカップのメンバーに選ばれるなど、ユース年代から代表に招集されていた。
U-23代表では2021年3月28日に行われた東京五輪予選の、五輪出場をかけたアメリカ代表との一戦で決勝点となるゴールを決め、4大会連続となる五輪出場に貢献した 。
東京オリンピックのメンバーにも選出され、第2節のニュージーランド戦では同点弾を決めた。